# Zlatý míč 2000
Zlatý míč, cenu pro nejlepšího fotbalistu dle mezinárodního panelu sportovních novinářů, v roce 2000 získal portugalský fotbalista Luís Figo, který v průběhu roku přestoupil z Barcelony do Realu Madrid. Šlo o 45. ročník ankety, organizoval ho časopis France Football a výsledky určili sportovní publicisté z 51 zemí Evropy.
Nejvíce hlasujících, 24, dalo na první místo Zinédine Zidane, Figa 20.

## Pořadí
| Pořadí | Jméno                | Klub                     | Země                 | Body |
| ------ | -------------------- | ------------------------ | -------------------- | ---- |
| 1      | Luís Figo            | FC Barcelona Real Madrid | Portugalsko          | 197  |
| 2      | Zinédine Zidane      | Juventus                 | Francie              | 181  |
| 3      | Andrij Ševčenko      | AC Milán                 | Ukrajina             | 85   |
| 4      | Thierry Henry        | Arsenal                  | Francie              | 57   |
| 5      | Alessandro Nesta     | Lazio Řím                | Itálie               | 39   |
| 6      | Rivaldo              | Barcelona                | Brazílie             | 39   |
| 7      | Gabriel Batistuta    | Fiorentina AS Řím        | Argentina            | 26   |
| 8      | Gaizka Mendieta      | Valencie                 | Španělsko            | 22   |
| 9      | Raúl González        | Real Madrid              | Španělsko            | 18   |
| 10     | Paolo Maldini        | AC Milán                 | Itálie               | 10   |
| 10     | David Beckham        | Manchester United        | Anglie               | 10   |
| 12     | Zlatko Zahovič       | Olympiakos Valencie      | Slovinsko            | 8    |
| 12     | Fabien Barthez       | Monako Manchester United | Francie              | 8    |
| 14     | Francesco Toldo      | Fiorentina               | Itálie               | 7    |
| 14     | Francesco Totti      | AS Řím                   | Itálie               | 7    |
| 14     | Roberto Carlos       | Real Madrid              | Brazílie             | 7    |
| 17     | Patrick Kluivert     | Barcelona                | Nizozemsko · Surinam | 6    |
| 18     | Edgar Davids         | Juventus                 | Nizozemsko · Surinam | 5    |
| 18     | Hakan Şükür          | Galatasaray Inter Milán  | Turecko              | 5    |
| 18     | Mário Jardel         | FC Porto Galatasaray     | Brazílie             | 5    |
| 18     | Fernando Redondo     | Real Madrid AC Milán     | Argentina            | 5    |
| 22     | Pavel Nedvěd         | Lazio Řím                | Česko                | 4    |
| 22     | David Trézéguet      | Monako Juventus          | Francie              | 4    |
| 24     | Marcel Desailly      | Chelsea                  | Francie · Ghana      | 2    |
| 24     | Oliver Kahn          | Bayern Mnichov           | Německo              | 2    |
| 24     | Rui Costa            | Fiorentina               | Portugalsko          | 2    |
| 27     | Laurent Blanc        | Inter Milán              | Francie              | 1    |
| 27     | Claudio López        | Valencie Lazio Řím       | Argentina            | 1    |
| 27     | Roy Keane            | Manchester United        | Irsko                | 1    |
| 27     | Juan Sebastián Verón | Lazio Řím                | Argentina · Itálie   | 1    |

Tito hráči byli rovněž nominováni, ale nedostali žádný hlas: Sonny Anderson, Nicolas Anelka, Jocelyn Angloma, Dennis Bergkamp, Hernán Crespo, Didier Deschamps, Marcelo Gallardo, Geremi, Ryan Giggs, Filippo Inzaghi, Patrick M’Boma, Savo Milošević, Nuno Gomes, Álvaro Recoba, Paul Scholes, Marco Simone, Jaap Stam, Patrick Vieira, Sylvain Wiltord a Boudewijn Zenden.